# سوبر ماما جامبو
سوبر ماما جامبو (بالبرتغالية: Super Mama Djombo) هي مجموعة موسيقية غينية بيساوية كانت تغنّي بلغة الكريول لغينيا بيساو (خليط من البرتغالية واللغات المحلية). نشطت المجموعة بين منتصف ستينيات القرن 20 و منتصف الثمانينيات، حيث أن تاريخها كان مرتبطا بشكل وثيق مع تاريخ بلدها، وبمرحلة النضال من أجل الحرية التي عرفت حربا مع البرتغال انتهت باستقلال غينيا بيساو سنة 1974.
تؤدي سوبر ماما جامبو النوع الموسيقي المعروف ب"غومبي" وهو نوع من الموسيقى الإيقاعية المعروفة بغينيا بيساو.

## تاريخ المجموعة
التقى أعضاء المحموعة مع بعضهم البعض منذ منتصف الستينيات، وكانوا يتدربون ويؤدون الأغاني بشكل غير رسمي لسنوات. كان لحادث اغتيال القائد الثوري أميلكار كابرال سنة 1973 تأثير كبير على أعضاء المجموعة، الذي قرروا منذ ذلك الوقت الخروج للعلن وأداء أغان ثورية بشكل منتظم. أصبحت سوبر ماما جامبو آنذاك من أشهر المجموعات بالبلد، وعُرفت حتى على مستوى غرب إفريقيا.
خلال عهد الرئيس لويس كابرال (أخ أميلكار - ما بين 1973 و 1980)، عاشت الفرقة عصرها الذهبي، حيث أن أغانيها كانت تبث بشكل مباشر على الراديو الوطني، وكانت تؤدي مقاطعا خلال خطاب الرئيس. لكن الإنقلاب العسكري الذي قاده الرئيس الجديد جواو برناردو فييرا سنة 1980 قلب موازين الأمور، حيث أصبح أعضاء المجموعة كانوا يتعرضون لمضايقات مستمرة، مما أجبرهم على الانفصال وإغلاق المجموعة سنة 1986.